# ميغيل (دوق براغانزا)
انفانتي ميغيل من براغانزا (19 سبتمبر 1853 – 11 أكتوبر 1927) وكان ميغيلي مطالب بالعرش البرتغالي من 1866 إلى 1920، وأيضا هو استخدام لقب دوق براغانزا، فطبع هو الأبن الذكر الوحيد لـ ملك البرتغالي المخلوع ميغيل الأول بين عامي (1834-1828) من زوجته أديلايد من لوفنشتاين-فيرتهايم-روزنبرغ من بين عدة أخوات.

## حياته
ولد ميغيل في قلعة كلينهوباخ بالقرب ميلتنبرغ بـ مملكة بافاريا عندما كان والده منفياً في ألمانيا، وهو حفيد الملكة البرتغالية القرينة كارلوتا خواكينا من إسبانيا وكذلك جواو السادس من البرتغال.
بموجب القانون البرتغالي الذي نفى ميغيل عام 1834 ودستور 1838 ميغيل كان ممنوعاً من دخول البرتغال، فلذلك تلقى تعليمه في ألمانيا والنمسا، وكان عضواً من موظفي الإمبراطور فرانز جوزيف من النمسا وشارك في احتلال البوسنة، ويقال أن الإمبراطور فرانز جوزيف من النمسا كان يحب ميغيل كثيراً ومنحه شرف العمل خارج حدود الدول التي سمحت له بالبقاء برتغالياً، على الرغم من رفض البرتغال، وأيضا كان عراباً لأبنه الثاني الأمير فرانسيسكو خوسيه من براغانزا .
أصبح ميغيل برتبة عقيد في فوج فرسان السابعة في القوات النمساوية خلال الحرب العالمية الأولى، وكان يشغل برتبة الجنرال في الجيش النمساوي واستقال في عام 1917 عندما دخلت البرتغال الصراع على الجانب الآخر، وأمضى بقية الحرب كأنه مدني في فرسان مالطة، بعد نهاية الإمبراطورية النمساوية المجرية، أصبح ميغيل وعائلته في حالة الفقر النسبي.
في 31 يوليو 1920 بعد خلافات مع ابنه البكر (الذي تخلى عن حقه في العرش)، تخلى ميغيل عن ادعاءاته بأنه ملك البرتغال لصالح ابنه الثالث دوارتي نونو الذي كان عمره حينذاك 13 عاماً.